# ماورو
ماورو (به انگلیسی: Mavoor) یک منطقهٔ مسکونی در هند است که در بخش کوژیکود واقع شده‌است. ماورو ۲۹٬۷۸۱ نفر جمعیت دارد.